# Bhawana Kanth
Bhawana Kanth, née le 1er décembre 1992 à Darbhanga, est l'une des premières femmes pilotes de chasse de l'Inde,,. Elle est déclarée première pilote de combat avec Mohana Singh Jitarwal (en) et Avani Chaturvedi. Le trio a été intronisé dans l'escadron de chasse de la force aérienne indienne, en juin 2016. En mai 2019, elle est devenue la première femme pilote de chasse indienne à se qualifier pour effectuer des missions de combat. En mars 2020, elle reçoit, ainsi que ses deux collègues, la plus haute récompense pour les femmes en Inde, le prix Nari Shakti Puraskar (en français : Prix du pouvoir des femmes), des mains du président indien, Ram Nath Kovind. 

### Note
- (en) Cet article est partiellement ou en totalité issu de l’article de Wikipédia en anglais intitulé « Bhawana Kanth » (voir la liste des auteurs).